# Пасуш (Саброза)
Пасуш (порт. Paços) — район (фрегезия) в Португалии, входит в округ Вила-Реал. Является составной частью муниципалитета Саброза. По старому административному делению входил в провинцию Траз-уж-Монтиш и Алту-Дору. Входит в экономико-статистический субрегион Доуру, который входит в Северный регион. Население составляет 1461 человек на 2001 год. Занимает площадь 17,17 км².
Покровителем района считается Святой Себастьян (порт. S.Sebastião).